# Interlands Frans voetbalelftal 1990-1999
Deze pagina toont een chronologisch en gedetailleerd overzicht van de interlands die het Frans voetbalelftal speelde in de periode 1990 - 1999.

## Interlands

### 1990
|                                                                       |         |                   |           |                                                                                                   |
| 21 januari Koeweittoernooi № 484 «onderlinge duels» 17:30 uur (UTC+3) | Koeweit | 0 – 1             | Frankrijk | Al-Sadaqua Walsalamstadion, Koeweit-Stad Toeschouwers: 5.000 Scheidsrechter: Ghazi Al Kandi (KUW) |
| 21 januari Koeweittoernooi № 484 «onderlinge duels» 17:30 uur (UTC+3) |         | 74' Laurent Blanc |           | Al-Sadaqua Walsalamstadion, Koeweit-Stad Toeschouwers: 5.000 Scheidsrechter: Ghazi Al Kandi (KUW) |

|                                                                       |                                                       |       |     |                                                                                                   |
| 24 januari Koeweittoernooi № 485 «onderlinge duels» 19:00 uur (UTC+3) | Frankrijk                                             | 3 – 0 | DDR | Al-Sadaqua Walsalamstadion, Koeweit-Stad Toeschouwers: 1.500 Scheidsrechter: Ghazi Al Kandi (KUW) |
| 24 januari Koeweittoernooi № 485 «onderlinge duels» 19:00 uur (UTC+3) | Éric Cantona 1' Éric Cantona 24' Didier Deschamps 73' |       |     | Al-Sadaqua Walsalamstadion, Koeweit-Stad Toeschouwers: 1.500 Scheidsrechter: Ghazi Al Kandi (KUW) |

|                                                                          |                                        |       |                    |                                                                                          |
| 28 februari Vriendschappelijk № 486 «onderlinge duels» 20:30 uur (UTC+1) | Frankrijk                              | 2 – 1 | West-Duitsland     | Stade de la Mosson, Montpellier Toeschouwers: 22.000 Scheidsrechter: Joaquín Ramos (ESP) |
| 28 februari Vriendschappelijk № 486 «onderlinge duels» 20:30 uur (UTC+1) | Jean-Pierre Papin 43' Éric Cantona 82' |       | 36' Andreas Möller | Stade de la Mosson, Montpellier Toeschouwers: 22.000 Scheidsrechter: Joaquín Ramos (ESP) |

|                                                                       |                          |       |                                                     |                                                                                      |
| 28 maart Vriendschappelijk № 487 «onderlinge duels» 17:00 uur (UTC+2) | Hongarije                | 1 – 3 | Frankrijk                                           | Népstadion, Boedapest Toeschouwers: 12.000 Scheidsrechter: Tadeusz Diakonowicz (POL) |
| 28 maart Vriendschappelijk № 487 «onderlinge duels» 17:00 uur (UTC+2) | Attila Pintér 38' (pen.) |       | 27' Éric Cantona 67' Éric Cantona 70' Franck Sauzée | Népstadion, Boedapest Toeschouwers: 12.000 Scheidsrechter: Tadeusz Diakonowicz (POL) |

|                                                                          |           |       |       |                                                                                  |
| 15 augustus Vriendschappelijk № 488 «onderlinge duels» 20:30 uur (UTC+2) | Frankrijk | 0 – 0 | Polen | Parc des Princes, Parijs Toeschouwers: 15.919 Scheidsrechter: Neil Midgley (ENG) |
| 15 augustus Vriendschappelijk № 488 «onderlinge duels» 20:30 uur (UTC+2) |           |       |       | Parc des Princes, Parijs Toeschouwers: 15.919 Scheidsrechter: Neil Midgley (ENG) |

|                                                                           |                     |       |                                        |                                                                                  |
| 5 september EK 1992 kwalificatie № 489 «onderlinge duels» 18:30 uur (UTC) | IJsland             | 1 – 2 | Frankrijk                              | Laugardalsvöllur, Reykjavik Toeschouwers: 8.388 Scheidsrechter: David Syme (SCO) |
| 5 september EK 1992 kwalificatie № 489 «onderlinge duels» 18:30 uur (UTC) | Atli Edvaldsson 83' |       | 12' Jean-Pierre Papin 76' Éric Cantona | Laugardalsvöllur, Reykjavik Toeschouwers: 8.388 Scheidsrechter: David Syme (SCO) |

|                                                                            |                                             |       |                    |                                                                                     |
| 13 oktober EK 1992 kwalificatie № 490 «onderlinge duels» 20:45 uur (UTC+1) | Frankrijk                                   | 2 – 1 | Tsjecho-Slowakije  | Parc des Princes, Parijs Toeschouwers: 38.249 Scheidsrechter: George Courtney (ENG) |
| 13 oktober EK 1992 kwalificatie № 490 «onderlinge duels» 20:45 uur (UTC+1) | Jean-Pierre Papin 59' Jean-Pierre Papin 82' |       | 88' Tomáš Skuhravý | Parc des Princes, Parijs Toeschouwers: 38.249 Scheidsrechter: George Courtney (ENG) |

|                                                                             |         |                 |           |                                                                                    |
| 17 november EK 1992 kwalificatie № 491 «onderlinge duels» 14:00 uur (UTC+1) | Albanië | 0 – 1           | Frankrijk | Qemal Stafastadion, Tirana Toeschouwers: 12.972 Scheidsrechter: Bruno Galler (SUI) |
| 17 november EK 1992 kwalificatie № 491 «onderlinge duels» 14:00 uur (UTC+1) |         | 23' Basile Boli |           | Qemal Stafastadion, Tirana Toeschouwers: 12.972 Scheidsrechter: Bruno Galler (SUI) |

### 1991
|                                                                             |                                                           |       |                 |                                                                                   |
| 20 februari EK 1992 kwalificatie № 492 «onderlinge duels» 20:45 uur (UTC+1) | Frankrijk                                                 | 3 – 1 | Spanje          | Parc des Princes, Parijs Toeschouwers: 41.174 Scheidsrechter: Tullio Lanese (ITA) |
| 20 februari EK 1992 kwalificatie № 492 «onderlinge duels» 20:45 uur (UTC+1) | Franck Sauzée 14' Jean-Pierre Papin 58' Laurent Blanc 77' |       | 10' José Bakero | Parc des Princes, Parijs Toeschouwers: 41.174 Scheidsrechter: Tullio Lanese (ITA) |

|                                                                          | |       |         |                                                                                 |
| 30 maart EK 1992 kwalificatie № 493 «onderlinge duels» 20:45 uur (UTC+1) | Frankrijk                                                                                                | 5 – 0 | Albanië | Parc des Princes, Parijs Toeschouwers: 24.181 Scheidsrechter: Einar Halle (NOR) |
| 30 maart EK 1992 kwalificatie № 493 «onderlinge duels» 20:45 uur (UTC+1) | Franck Sauzée 1' Franck Sauzée 19' Jean-Pierre Papin 34' Jean-Pierre Papin 42' Artur Lekbello 81' (e.d.) |       |         | Parc des Princes, Parijs Toeschouwers: 24.181 Scheidsrechter: Einar Halle (NOR) |

|                                                                          |              |       |                                                                                               |                                                                                   |
| 14 augustus Vriendschappelijk № 494 «onderlinge duels» 20:00 uur (UTC+2) | Polen        | 1 – 5 | Frankrijk                                                                                     | Stadion Miejski, Poznań Toeschouwers: 20.000 Scheidsrechter: Aleksey Spirin (URS) |
| 14 augustus Vriendschappelijk № 494 «onderlinge duels» 20:00 uur (UTC+2) | Jan Urban 6' |       | 41' Franck Sauzée 45' Jean-Pierre Papin 68' Amara Simba 69' Laurent Blanc 78' Christian Perez | Stadion Miejski, Poznań Toeschouwers: 20.000 Scheidsrechter: Aleksey Spirin (URS) |

|                                                                             |                        |       |                                             |                                                                                     |
| 4 september EK 1992 kwalificatie № 495 «onderlinge duels» 18:30 uur (UTC+2) | Tsjecho-Slowakije      | 1 – 2 | Frankrijk                                   | Tehelné pole, Bratislava Toeschouwers: 48.000 Scheidsrechter: Peter Mikkelsen (DEN) |
| 4 september EK 1992 kwalificatie № 495 «onderlinge duels» 18:30 uur (UTC+2) | Basile Boli 19' (e.d.) |       | 53' Jean-Pierre Papin 89' Jean-Pierre Papin | Tehelné pole, Bratislava Toeschouwers: 48.000 Scheidsrechter: Peter Mikkelsen (DEN) |

|                                                                            |                        |       |                                          |                                                                                                 |
| 12 oktober EK 1992 kwalificatie № 496 «onderlinge duels» 20:30 uur (UTC+1) | Spanje                 | 1 – 2 | Frankrijk                                | Estadio Benito Villamarín, Sevilla Toeschouwers: 20.000 Scheidsrechter: Hubert Forstinger (AUT) |
| 12 oktober EK 1992 kwalificatie № 496 «onderlinge duels» 20:30 uur (UTC+1) | Abelardo Fernández 34' |       | 13' Luis Fernández 16' Jean-Pierre Papin | Estadio Benito Villamarín, Sevilla Toeschouwers: 20.000 Scheidsrechter: Hubert Forstinger (AUT) |

|                                                                             |                                                   |       |                         |                                                                                      |
| 20 november EK 1992 kwalificatie № 497 «onderlinge duels» 20:45 uur (UTC+1) | Frankrijk                                         | 3 – 1 | IJsland                 | Parc des Princes, Parijs Toeschouwers: 27.381 Scheidsrechter: Erik Fredriksson (SWE) |
| 20 november EK 1992 kwalificatie № 497 «onderlinge duels» 20:45 uur (UTC+1) | Amara Simba 42' Éric Cantona 59' Éric Cantona 68' |       | 70' Eyjólfur Sverrisson | Parc des Princes, Parijs Toeschouwers: 27.381 Scheidsrechter: Erik Fredriksson (SWE) |

### 1992
|                                                                        |                                   |       |           |                                                                                     |
| 19 februari Vriendschappelijk № 498 «onderlinge duels» 20:00 uur (UTC) | Engeland                          | 2 – 0 | Frankrijk | Wembley Stadium, Londen Toeschouwers: 58.723 Scheidsrechter: Aron Schmidhuber (GER) |
| 19 februari Vriendschappelijk № 498 «onderlinge duels» 20:00 uur (UTC) | Alan Shearer 43' Gary Lineker 73' |       |           | Wembley Stadium, Londen Toeschouwers: 58.723 Scheidsrechter: Aron Schmidhuber (GER) |

|                                                                       |                                                                       |       |                                                            |                                                                                |
| 25 maart Vriendschappelijk № 499 «onderlinge duels» 20:45 uur (UTC+1) | Frankrijk                                                             | 3 – 3 | België                                                     | Parc des Princes, Parijs Toeschouwers: 25.000 Scheidsrechter: Philip Don (ENG) |
| 25 maart Vriendschappelijk № 499 «onderlinge duels» 20:45 uur (UTC+1) | Jean-Pierre Papin 40' (pen.) Pascal Vahirua 45' Jean-Pierre Papin 82' |       | 28' Philippe Albert 44' (pen.) Enzo Scifo 48' Marc Wilmots | Parc des Princes, Parijs Toeschouwers: 25.000 Scheidsrechter: Philip Don (ENG) |

|                                                                     |                                             |       |                    |                                                                                                   |
| 27 mei Vriendschappelijk № 500 «onderlinge duels» 20:30 uur (UTC+2) | Zwitserland                                 | 2 – 1 | Frankrijk          | Stade Olympique de la Pontaise, Lausanne Toeschouwers: 21.000 Scheidsrechter: Alfred Wieser (AUT) |
| 27 mei Vriendschappelijk № 500 «onderlinge duels» 20:30 uur (UTC+2) | Christophe Bonvin 28' Christophe Bonvin 72' |       | 20' Fabrice Divert | Stade Olympique de la Pontaise, Lausanne Toeschouwers: 21.000 Scheidsrechter: Alfred Wieser (AUT) |

|                                                                     |                       |       |               |                                                                                         |
| 5 juni Vriendschappelijk № 501 «onderlinge duels» 20:30 uur (UTC+2) | Frankrijk             | 1 – 1 | Nederland     | Stade Félix Bollaert, Lens Toeschouwers: 40.000 Scheidsrechter: Hans-Jürgen Weber (SUI) |
| 5 juni Vriendschappelijk № 501 «onderlinge duels» 20:30 uur (UTC+2) | Jean-Pierre Papin 12' |       | 18' Bryan Roy | Stade Félix Bollaert, Lens Toeschouwers: 40.000 Scheidsrechter: Hans-Jürgen Weber (SUI) |

| Europees kampioenschap voetbal 1992 |
| ----------------------------------- |

|                                                                    |                  |       |                       |                                                                                      |
| 10 juni EK 1992 Groep A № 502 «onderlinge duels» 20:15 uur (UTC+2) | Zweden           | 1 – 1 | Frankrijk             | Råsunda Stadion, Stockholm Toeschouwers: 29.680 Scheidsrechter: Aleksey Spirin (CIS) |
| 10 juni EK 1992 Groep A № 502 «onderlinge duels» 20:15 uur (UTC+2) | Jan Eriksson 25' |       | 59' Jean-Pierre Papin | Råsunda Stadion, Stockholm Toeschouwers: 29.680 Scheidsrechter: Aleksey Spirin (CIS) |

|                                                                    |          |       |           |                                                                             |
| 14 juni EK 1992 Groep A № 503 «onderlinge duels» 17:15 uur (UTC+2) | Engeland | 0 – 0 | Frankrijk | Malmö Stadion, Malmö Toeschouwers: 26.535 Scheidsrechter: Sándor Puhl (HUN) |
| 14 juni EK 1992 Groep A № 503 «onderlinge duels» 17:15 uur (UTC+2) |          |       |           | Malmö Stadion, Malmö Toeschouwers: 26.535 Scheidsrechter: Sándor Puhl (HUN) |

|                                                                    |                                   |       |                       |                                                                                   |
| 17 juni EK 1992 Groep A № 504 «onderlinge duels» 20:15 uur (UTC+2) | Denemarken                        | 2 – 1 | Frankrijk             | Malmö Stadion, Malmö Toeschouwers: 25.763 Scheidsrechter: Hubert Forstinger (AUT) |
| 17 juni EK 1992 Groep A № 504 «onderlinge duels» 20:15 uur (UTC+2) | Henrik Larsen 8' Lars Elstrup 78' |       | 60' Jean-Pierre Papin | Malmö Stadion, Malmö Toeschouwers: 25.763 Scheidsrechter: Hubert Forstinger (AUT) |

|  |  |  |  |  |  |  |  |  |

|                                                                          |           |                                                       |          |                                                                                             |
| 26 augustus Vriendschappelijk № 505 «onderlinge duels» 20:45 uur (UTC+2) | Frankrijk | 0 – 2                                                 | Brazilië | Parc des Princes, Parijs Toeschouwers: 34.428 Scheidsrechter: Frans Van Den Wijngaert (BEL) |
| 26 augustus Vriendschappelijk № 505 «onderlinge duels» 20:45 uur (UTC+2) |           | 43' (e.d.) Bruno Martini 52' Luis Henrique dos Santos |          | Parc des Princes, Parijs Toeschouwers: 34.428 Scheidsrechter: Frans Van Den Wijngaert (BEL) |

|                                                                             |                                                    |       |           |                                                                                              |
| 9 september WK 1994 kwalificatie № 506 «onderlinge duels» 19:30 uur (UTC+2) | Bulgarije                                          | 2 – 0 | Frankrijk | Vasil Levski Nationaal Stadion, Sofia Toeschouwers: 41.000 Scheidsrechter: Sándor Puhl (HUN) |
| 9 september WK 1994 kwalificatie № 506 «onderlinge duels» 19:30 uur (UTC+2) | Christo Stoitsjkov 21' (pen.) Krasimir Balakov 29' |       |           | Vasil Levski Nationaal Stadion, Sofia Toeschouwers: 41.000 Scheidsrechter: Sándor Puhl (HUN) |

|                                                                            |                                       |       |            |                                                                                  |
| 14 oktober WK 1994 kwalificatie № 507 «onderlinge duels» 20:45 uur (UTC+1) | Frankrijk                             | 2 – 0 | Oostenrijk | Parc des Princes, Parijs Toeschouwers: 39.186 Scheidsrechter: Vadzim Zjoek (BLR) |
| 14 oktober WK 1994 kwalificatie № 507 «onderlinge duels» 20:45 uur (UTC+1) | Jean-Pierre Papin 3' Éric Cantona 77' |       |            | Parc des Princes, Parijs Toeschouwers: 39.186 Scheidsrechter: Vadzim Zjoek (BLR) |

|                                                                             |                                        |       |                    |                                                                                 |
| 14 november WK 1994 kwalificatie № 508 «onderlinge duels» 20:45 uur (UTC+1) | Frankrijk                              | 2 – 1 | Finland            | Parc des Princes, Parijs Toeschouwers: 28.630 Scheidsrechter: Jozef Marko (TCH) |
| 14 november WK 1994 kwalificatie № 508 «onderlinge duels» 20:45 uur (UTC+1) | Jean-Pierre Papin 18' Éric Cantona 31' |       | 54' Petri Järvinen | Parc des Princes, Parijs Toeschouwers: 28.630 Scheidsrechter: Jozef Marko (TCH) |

### 1993
|                                                                             |        |                                                                      |           |                                                                                       |
| 17 februari WK 1994 kwalificatie № 509 «onderlinge duels» 18:30 uur (UTC+2) | Israël | 0 – 4                                                                | Frankrijk | Ramat Ganstadion, Ramat Gan Toeschouwers: 26.000 Scheidsrechter: Ryszard Wójcik (POL) |
| 17 februari WK 1994 kwalificatie № 509 «onderlinge duels» 18:30 uur (UTC+2) |        | 27' Éric Cantona 62' Laurent Blanc 84' Laurent Blanc 89' Alain Roche |           | Ramat Ganstadion, Ramat Gan Toeschouwers: 26.000 Scheidsrechter: Ryszard Wójcik (POL) |

|                                                                          |            |                       |           |                                                                                   |
| 27 maart WK 1994 kwalificatie № 510 «onderlinge duels» 20:20 uur (UTC+1) | Oostenrijk | 0 – 1                 | Frankrijk | Praterstadion, Wenen Toeschouwers: 37.837 Scheidsrechter: John Blankenstein (NED) |
| 27 maart WK 1994 kwalificatie № 510 «onderlinge duels» 20:20 uur (UTC+1) |            | 58' Jean-Pierre Papin |           | Praterstadion, Wenen Toeschouwers: 37.837 Scheidsrechter: John Blankenstein (NED) |

|                                                                          |                                          |       |                   |                                                                                        |
| 28 april WK 1994 kwalificatie № 511 «onderlinge duels» 20:45 uur (UTC+2) | Frankrijk                                | 2 – 1 | Zweden            | Parc des Princes, Parijs Toeschouwers: 34.134 Scheidsrechter: Pierluigi Pairetto (ITA) |
| 28 april WK 1994 kwalificatie № 511 «onderlinge duels» 20:45 uur (UTC+2) | Éric Cantona 42' (pen.) Éric Cantona 83' |       | 14' Martin Dahlin | Parc des Princes, Parijs Toeschouwers: 34.134 Scheidsrechter: Pierluigi Pairetto (ITA) |

|                                                                      |                                                          |       |                          |                                                                                            |
| 28 juli Vriendschappelijk № 512 «onderlinge duels» 20:45 uur (UTC+2) | Frankrijk                                                | 3 – 1 | Rusland                  | Stade Michel d'Ornano, Caen Toeschouwers: 20.467 Scheidsrechter: Alfredo Trentalange (ITA) |
| 28 juli Vriendschappelijk № 512 «onderlinge duels» 20:45 uur (UTC+2) | Franck Sauzée 16' Éric Cantona 19' Jean-Pierre Papin 37' |       | 23' (e.d.) Laurent Blanc | Stade Michel d'Ornano, Caen Toeschouwers: 20.467 Scheidsrechter: Alfredo Trentalange (ITA) |

|                                                                             |                   |       |                   |                                                                                        |
| 22 augustus WK 1994 kwalificatie № 513 «onderlinge duels» 18:30 uur (UTC+2) | Zweden            | 1 – 1 | Frankrijk         | Råsunda Stadion, Stockholm Toeschouwers: 30.530 Scheidsrechter: Aron Schmidhuber (GER) |
| 22 augustus WK 1994 kwalificatie № 513 «onderlinge duels» 18:30 uur (UTC+2) | Martin Dahlin 87' |       | 76' Franck Sauzée | Råsunda Stadion, Stockholm Toeschouwers: 30.530 Scheidsrechter: Aron Schmidhuber (GER) |

|                                                                             |         |                                                |           |                                                                                 |
| 8 september WK 1994 kwalificatie № 514 «onderlinge duels» 19:00 uur (UTC+3) | Finland | 0 – 2                                          | Frankrijk | Ratina Stadion, Tampere Toeschouwers: 7.200 Scheidsrechter: Stephen Lodge (ENG) |
| 8 september WK 1994 kwalificatie № 514 «onderlinge duels» 19:00 uur (UTC+3) |         | 47' Laurent Blanc 55' (pen.) Jean-Pierre Papin |           | Ratina Stadion, Tampere Toeschouwers: 7.200 Scheidsrechter: Stephen Lodge (ENG) |

|                                                                            |                                    |       |                                                     |                                                                                 |
| 13 oktober WK 1994 kwalificatie № 515 «onderlinge duels» 20:45 uur (UTC+1) | Frankrijk                          | 2 – 3 | Israël                                              | Parc des Princes, Parijs Toeschouwers: 32.700 Scheidsrechter: Alan Snoddy (NIR) |
| 13 oktober WK 1994 kwalificatie № 515 «onderlinge duels» 20:45 uur (UTC+1) | Franck Sauzée 29' David Ginola 39' |       | 21' Ronen Harazi 84' Eyal Berkovich 90' Reuven Atar | Parc des Princes, Parijs Toeschouwers: 32.700 Scheidsrechter: Alan Snoddy (NIR) |

|                                                                             |                  |       |                                         |                                                                                    |
| 17 november WK 1994 kwalificatie № 516 «onderlinge duels» 20:45 uur (UTC+1) | Frankrijk        | 1 – 2 | Bulgarije                               | Parc des Princes, Parijs Toeschouwers: 48.402 Scheidsrechter: Leslie Mottram (SCO) |
| 17 november WK 1994 kwalificatie № 516 «onderlinge duels» 20:45 uur (UTC+1) | Éric Cantona 32' |       | 37' Emil Kostadinov 90' Emil Kostadinov | Parc des Princes, Parijs Toeschouwers: 48.402 Scheidsrechter: Leslie Mottram (SCO) |

### 1994
|                                                                          |        |                     |           |                                                                                 |
| 16 februari Vriendschappelijk № 517 «onderlinge duels» 20:30 uur (UTC+1) | Italië | 0 – 1               | Frankrijk | Stadio San Paolo, Napels Toeschouwers: 17.241 Scheidsrechter: Markus Merk (GER) |
| 16 februari Vriendschappelijk № 517 «onderlinge duels» 20:30 uur (UTC+1) |        | 44' Youri Djorkaeff |           | Stadio San Paolo, Napels Toeschouwers: 17.241 Scheidsrechter: Markus Merk (GER) |

|                                                                       |                                                               |       |                   |                                                                                     |
| 22 maart Vriendschappelijk № 518 «onderlinge duels» 20:45 uur (UTC+1) | Frankrijk                                                     | 3 – 1 | Chili             | Stade de Gerland, Lyon Toeschouwers: 32.000 Scheidsrechter: Juan Manuel Brito (ESP) |
| 22 maart Vriendschappelijk № 518 «onderlinge duels» 20:45 uur (UTC+1) | Jean-Pierre Papin 7' Youri Djorkaeff 36' Corentin Martins 50' |       | 11' Iván Zamorano | Stade de Gerland, Lyon Toeschouwers: 32.000 Scheidsrechter: Juan Manuel Brito (ESP) |

|                                                             |           |                  |           |                                                                                          |
| 26 mei Kirin Cup № 519 «onderlinge duels» 19:00 uur (UTC+9) | Australië | 0 – 1            | Frankrijk | Kobe Universiadestadion, Kobe Toeschouwers: 16.743 Scheidsrechter: Masayochi Okada (JPN) |
| 26 mei Kirin Cup № 519 «onderlinge duels» 19:00 uur (UTC+9) |           | 43' Éric Cantona |           | Kobe Universiadestadion, Kobe Toeschouwers: 16.743 Scheidsrechter: Masayochi Okada (JPN) |

|                                                             |                    |       |                                                                                        |                                                                                               |
| 29 mei Kirin Cup № 520 «onderlinge duels» 15:00 uur (UTC+9) | Japan              | 1 – 4 | Frankrijk                                                                              | Olympisch Stadion, Tokio Toeschouwers: 48.841 Scheidsrechter: Letchmanasamy Kathirveloo (MAS) |
| 29 mei Kirin Cup № 520 «onderlinge duels» 15:00 uur (UTC+9) | Takafumi Ogura 79' |       | 16' Youri Djorkaeff 18' Jean-Pierre Papin 54' (e.d.) Hisashi Kurosaki 56' David Ginola | Olympisch Stadion, Tokio Toeschouwers: 48.841 Scheidsrechter: Letchmanasamy Kathirveloo (MAS) |

|                                                                          |                                         |       |                                       |                                                                                |
| 17 augustus Vriendschappelijk № 521 «onderlinge duels» 20:45 uur (UTC+2) | Frankrijk                               | 2 – 2 | Tsjechië                              | Parc Lescure, Bordeaux Toeschouwers: 15.000 Scheidsrechter: Gerd Grabher (AUT) |
| 17 augustus Vriendschappelijk № 521 «onderlinge duels» 20:45 uur (UTC+2) | Zinédine Zidane 85' Zinédine Zidane 87' |       | 43' Tomáš Skuhravý 45' Daniel Šmejkal | Parc Lescure, Bordeaux Toeschouwers: 15.000 Scheidsrechter: Gerd Grabher (AUT) |

|                                                                             |           |       |           |                                                                                     |
| 7 september EK 1996 kwalificatie № 522 «onderlinge duels» 20:30 uur (UTC+2) | Slowakije | 0 – 0 | Frankrijk | Tehelné pole, Bratislava Toeschouwers: 14.329 Scheidsrechter: Peter Mikkelsen (DEN) |
| 7 september EK 1996 kwalificatie № 522 «onderlinge duels» 20:30 uur (UTC+2) |           |       |           | Tehelné pole, Bratislava Toeschouwers: 14.329 Scheidsrechter: Peter Mikkelsen (DEN) |

|                                                                           |           |       |          |                                                                                                |
| 8 oktober EK 1996 kwalificatie № 523 «onderlinge duels» 20:45 uur (UTC+2) | Frankrijk | 0 – 0 | Roemenië | Stade Geoffroy-Guichard, Saint-Étienne Toeschouwers: 31.144 Scheidsrechter: Leif Sundell (SWE) |
| 8 oktober EK 1996 kwalificatie № 523 «onderlinge duels» 20:45 uur (UTC+2) |           |       |          | Stade Geoffroy-Guichard, Saint-Étienne Toeschouwers: 31.144 Scheidsrechter: Leif Sundell (SWE) |

|                                                                             |       |       |           |                                                                                     |
| 16 november EK 1996 kwalificatie № 524 «onderlinge duels» 18:00 uur (UTC+2) | Polen | 0 – 0 | Frankrijk | Stadion Górnika, Zabrze Toeschouwers: 18.000 Scheidsrechter: Angelo Amendolia (ITA) |
| 16 november EK 1996 kwalificatie № 524 «onderlinge duels» 18:00 uur (UTC+2) |       |       |           | Stadion Górnika, Zabrze Toeschouwers: 18.000 Scheidsrechter: Angelo Amendolia (ITA) |

|                                                                             |              |                                        |           |                                                                                         |
| 13 december EK 1996 kwalificatie № 525 «onderlinge duels» 19:00 uur (UTC+2) | Azerbeidzjan | 0 – 2                                  | Frankrijk | Hüseyin Avni Akerstadion, Trabzon Toeschouwers: 533 Scheidsrechter: Rune Pedersen (NOR) |
| 13 december EK 1996 kwalificatie № 525 «onderlinge duels» 19:00 uur (UTC+2) |              | 24' Jean-Pierre Papin 56' Patrice Loko |           | Hüseyin Avni Akerstadion, Trabzon Toeschouwers: 533 Scheidsrechter: Rune Pedersen (NOR) |

### 1995
|                                                                         |           |                  |           |                                                                                       |
| 18 januari Vriendschappelijk № 526 «onderlinge duels» 20:45 uur (UTC+1) | Nederland | 0 – 1            | Frankrijk | Stadion Galgenwaard, Utrecht Toeschouwers: 12.400 Scheidsrechter: Michel Piraux (BEL) |
| 18 januari Vriendschappelijk № 526 «onderlinge duels» 20:45 uur (UTC+1) |           | 44' Patrice Loko |           | Stadion Galgenwaard, Utrecht Toeschouwers: 12.400 Scheidsrechter: Michel Piraux (BEL) |

|                                                                          |        |       |           |                                                                                      |
| 29 maart EK 1996 kwalificatie № 527 «onderlinge duels» 17:00 uur (UTC+2) | Israël | 0 – 0 | Frankrijk | Ramat Ganstadion, Ramat Gan Toeschouwers: 39.000 Scheidsrechter: Jim McCluskey (SCO) |
| 29 maart EK 1996 kwalificatie № 527 «onderlinge duels» 17:00 uur (UTC+2) |        |       |           | Ramat Ganstadion, Ramat Gan Toeschouwers: 39.000 Scheidsrechter: Jim McCluskey (SCO) |

|                                                                          |                                                                                   |       |           |                                                                                          |
| 26 april EK 1996 kwalificatie № 528 «onderlinge duels» 20:45 uur (UTC+2) | Frankrijk                                                                         | 4 – 0 | Slowakije | Stade de la Beaujoire, Nantes Toeschouwers: 23.910 Scheidsrechter: Bernd Heynemann (GER) |
| 26 april EK 1996 kwalificatie № 528 «onderlinge duels» 20:45 uur (UTC+2) | Ondrej Krištofík 27' (e.d.) David Ginola 42' Laurent Blanc 57' Vincent Guérin 61' |       |           | Stade de la Beaujoire, Nantes Toeschouwers: 23.910 Scheidsrechter: Bernd Heynemann (GER) |

|                                                                      |           |       |           |                                                                              |
| 22 juli Vriendschappelijk № 529 «onderlinge duels» 20:45 uur (UTC+2) | Noorwegen | 0 – 0 | Frankrijk | Ullevaalstadion, Oslo Toeschouwers: 12.030 Scheidsrechter: Hugo Luyten (NED) |
| 22 juli Vriendschappelijk № 529 «onderlinge duels» 20:45 uur (UTC+2) |           |       |           | Ullevaalstadion, Oslo Toeschouwers: 12.030 Scheidsrechter: Hugo Luyten (NED) |

|                                                                             |                     |       |                       |                                                                                      |
| 16 augustus EK 1996 kwalificatie № 530 «onderlinge duels» 20:45 uur (UTC+2) | Frankrijk           | 1 – 1 | Polen                 | Parc des Princes, Parijs Toeschouwers: 40.426 Scheidsrechter: Manuel Díaz Vega (ESP) |
| 16 augustus EK 1996 kwalificatie № 530 «onderlinge duels» 20:45 uur (UTC+2) | Youri Djorkaeff 87' |       | 35' Andrzej Juskowiak | Parc des Princes, Parijs Toeschouwers: 40.426 Scheidsrechter: Manuel Díaz Vega (ESP) |

|                                                                             | |        |              |                                                                                               |
| 6 september EK 1996 kwalificatie № 531 «onderlinge duels» 20:45 uur (UTC+2) | Frankrijk | 10 – 0 | Azerbeidzjan | Stade de l'Abbé-Deschamps, Auxerre Toeschouwers: 13.479 Scheidsrechter: Alfred Micaleff (MLT) |
| 6 september EK 1996 kwalificatie № 531 «onderlinge duels» 20:45 uur (UTC+2) | Marcel Desailly 13' Youri Djorkaeff 18' Vincent Guérin 35' Reynald Pedros 49' Frank Lebœuf 53' Christophe Dugarry 66' Zinédine Zidane 72' Frank Lebœuf 74' Youri Djorkaeff 78' Christophe Cocard 90' |        |              | Stade de l'Abbé-Deschamps, Auxerre Toeschouwers: 13.479 Scheidsrechter: Alfred Micaleff (MLT) |

|                                                                            |                    |       |                                                                |                                                                                         |
| 11 oktober EK 1996 kwalificatie № 532 «onderlinge duels» 19:00 uur (UTC+2) | Roemenië           | 1 – 3 | Frankrijk                                                      | Ghenceastadion, Boekarest Toeschouwers: 23.200 Scheidsrechter: Pierluigi Pairetto (ITA) |
| 11 oktober EK 1996 kwalificatie № 532 «onderlinge duels» 19:00 uur (UTC+2) | Marius Lăcătuș 52' |       | 29' Christian Karembeu 41' Youri Djorkaeff 74' Zinédine Zidane | Ghenceastadion, Boekarest Toeschouwers: 23.200 Scheidsrechter: Pierluigi Pairetto (ITA) |

|                                                                             |                                          |       |        |                                                                                     |
| 15 november EK 1996 kwalificatie № 533 «onderlinge duels» 20:45 uur (UTC+1) | Frankrijk                                | 2 – 0 | Israël | Stade Michel d'Ornano, Caen Toeschouwers: 20.822 Scheidsrechter: Gerd Grabner (AUT) |
| 15 november EK 1996 kwalificatie № 533 «onderlinge duels» 20:45 uur (UTC+1) | Youri Djorkaeff 69' Bixente Lizarazu 88' |       |        | Stade Michel d'Ornano, Caen Toeschouwers: 20.822 Scheidsrechter: Gerd Grabner (AUT) |

### 1996
|                                                                         |                                                            |       |                                  |                                                                                      |
| 24 januari Vriendschappelijk № 534 «onderlinge duels» 20:45 uur (UTC+1) | Frankrijk                                                  | 3 – 2 | Portugal                         | Parc des Princes, Parijs Toeschouwers: 25.725 Scheidsrechter: Dermot Gallagher (ENG) |
| 24 januari Vriendschappelijk № 534 «onderlinge duels» 20:45 uur (UTC+1) | Youri Djorkaeff 24' Youri Djorkaeff 75' Reynald Pedros 77' |       | 22' Fernando Couto 34' Rui Costa | Parc des Princes, Parijs Toeschouwers: 25.725 Scheidsrechter: Dermot Gallagher (ENG) |

|                                                                          |                                                       |       |                      |                                                                                      |
| 21 februari Vriendschappelijk № 535 «onderlinge duels» 20:45 uur (UTC+1) | Frankrijk                                             | 3 – 1 | Griekenland          | Stade des Costières, Nîmes Toeschouwers: 23.454 Scheidsrechter: Roger Philippi (LUX) |
| 21 februari Vriendschappelijk № 535 «onderlinge duels» 20:45 uur (UTC+1) | Patrice Loko 30' Patrice Loko 47' Zinédine Zidane 49' |       | 4' Alekos Alexandris | Stade des Costières, Nîmes Toeschouwers: 23.454 Scheidsrechter: Roger Philippi (LUX) |

|                                                                       |        |                                               |           |                                                                                            |
| 27 maart Vriendschappelijk № 536 «onderlinge duels» 20:45 uur (UTC+1) | België | 0 – 2                                         | Frankrijk | Koning Boudewijnstadion, Brussel Toeschouwers: 24.417 Scheidsrechter: Fritz Stuchlik (AUT) |
| 27 maart Vriendschappelijk № 536 «onderlinge duels» 20:45 uur (UTC+1) |        | 65' (e.d.) Philippe Albert 70' Sabri Lamouchi |           | Koning Boudewijnstadion, Brussel Toeschouwers: 24.417 Scheidsrechter: Fritz Stuchlik (AUT) |

|                                                                     |                                     |       |         |                                                                                            |
| 29 mei Vriendschappelijk № 537 «onderlinge duels» 20:45 uur (UTC+2) | Frankrijk                           | 2 – 0 | Finland | Stade de la Meinau, Straatsburg Toeschouwers: 27.156 Scheidsrechter: Edgar Steinborn (GER) |
| 29 mei Vriendschappelijk № 537 «onderlinge duels» 20:45 uur (UTC+2) | Patrice Loko 15' Reynald Pedros 17' |       |         | Stade de la Meinau, Straatsburg Toeschouwers: 27.156 Scheidsrechter: Edgar Steinborn (GER) |

|                                                                     |           |                  |           |                                                                                               |
| 1 juni Vriendschappelijk № 538 «onderlinge duels» 17:00 uur (UTC+2) | Duitsland | 0 – 1            | Frankrijk | Gottlieb Daimler Stadion, Stuttgart Toeschouwers: 53.135 Scheidsrechter: Ryszard Wójcik (POL) |
| 1 juni Vriendschappelijk № 538 «onderlinge duels» 17:00 uur (UTC+2) |           | 7' Laurent Blanc |           | Gottlieb Daimler Stadion, Stuttgart Toeschouwers: 53.135 Scheidsrechter: Ryszard Wójcik (POL) |

|                                                                     |                                       |       |         |                                                                                         |
| 5 juni Vriendschappelijk № 539 «onderlinge duels» 20:45 uur (UTC+2) | Frankrijk                             | 2 – 0 | Armenië | Stade du Nord, Villeneuve-d'Ascq Toeschouwers: 21.486 Scheidsrechter: Alain Hamer (LUX) |
| 5 juni Vriendschappelijk № 539 «onderlinge duels» 20:45 uur (UTC+2) | Jocelyn Angloma 16' Mickaël Madar 71' |       |         | Stade du Nord, Villeneuve-d'Ascq Toeschouwers: 21.486 Scheidsrechter: Alain Hamer (LUX) |

| Europees kampioenschap voetbal 1996 |
| ----------------------------------- |

|                                                                    |                        |       |          |                                                                                              |
| 10 juni EK 1996 Groep B № 540 «onderlinge duels» 19:30 uur (UTC+1) | Frankrijk              | 1 – 0 | Roemenië | St. James' Park, Newcastle upon Tyne Toeschouwers: 26.323 Scheidsrechter: Hellmut Krug (GER) |
| 10 juni EK 1996 Groep B № 540 «onderlinge duels» 19:30 uur (UTC+1) | Christophe Dugarry 24' |       |          | St. James' Park, Newcastle upon Tyne Toeschouwers: 26.323 Scheidsrechter: Hellmut Krug (GER) |

|                                                                    |                     |       |                        |                                                                            |
| 15 juni EK 1996 Groep B № 541 «onderlinge duels» 18:00 uur (UTC+1) | Frankrijk           | 1 – 1 | Spanje                 | Elland Road, Leeds Toeschouwers: 35.626 Scheidsrechter: Vadzim Zjoek (BLR) |
| 15 juni EK 1996 Groep B № 541 «onderlinge duels» 18:00 uur (UTC+1) | Youri Djorkaeff 48' |       | 87' José Luís Caminero | Elland Road, Leeds Toeschouwers: 35.626 Scheidsrechter: Vadzim Zjoek (BLR) |

|                                                                    |                        |       |                                                                |                                                                                                  |
| 18 juni EK 1996 Groep B № 542 «onderlinge duels» 16:30 uur (UTC+1) | Bulgarije              | 1 – 3 | Frankrijk                                                      | St. James' Park, Newcastle upon Tyne Toeschouwers: 26.976 Scheidsrechter: Dermot Gallagher (ENG) |
| 18 juni EK 1996 Groep B № 542 «onderlinge duels» 16:30 uur (UTC+1) | Christo Stoitsjkov 69' |       | 21' Laurent Blanc 64' (e.d.) Ljoeboslav Penev 90' Patrice Loko | St. James' Park, Newcastle upon Tyne Toeschouwers: 26.976 Scheidsrechter: Dermot Gallagher (ENG) |

|                                                                        |                                                                               |              |                                                                            |                                                                                        |
| 22 juni EK 1996 Kwartfinale № 543 «onderlinge duels» 18:30 uur (UTC+1) | Frankrijk                                                                     | 0 – 0 (n.v.) | Nederland                                                                  | Anfield Road, Liverpool Toeschouwers: 37.465 Scheidsrechter: Antonio López Nieto (ESP) |
| 22 juni EK 1996 Kwartfinale № 543 «onderlinge duels» 18:30 uur (UTC+1) |                                                                               |              |                                                                            | Anfield Road, Liverpool Toeschouwers: 37.465 Scheidsrechter: Antonio López Nieto (ESP) |
| 22 juni EK 1996 Kwartfinale № 543 «onderlinge duels» 18:30 uur (UTC+1) | Strafschoppen                                                                 |              |                                                                            | Anfield Road, Liverpool Toeschouwers: 37.465 Scheidsrechter: Antonio López Nieto (ESP) |
| 22 juni EK 1996 Kwartfinale № 543 «onderlinge duels» 18:30 uur (UTC+1) | Zinédine Zidane Youri Djorkaeff Bixente Lizarazu Vincent Guérin Laurent Blanc | 5 – 4        | Johan de Kock Ronald de Boer Patrick Kluivert Clarence Seedorf Danny Blind | Anfield Road, Liverpool Toeschouwers: 37.465 Scheidsrechter: Antonio López Nieto (ESP) |

|                                                                         |                                                                                  |              |                                                                                              |                                                                                    |
| 26 juni EK 1996 Halve finale № 544 «onderlinge duels» 16:00 uur (UTC+1) | Tsjechië                                                                         | 0 – 0 (n.v.) | Frankrijk                                                                                    | Old Trafford, Manchester Toeschouwers: 43.877 Scheidsrechter: Leslie Mottram (SCO) |
| 26 juni EK 1996 Halve finale № 544 «onderlinge duels» 16:00 uur (UTC+1) |                                                                                  |              |                                                                                              | Old Trafford, Manchester Toeschouwers: 43.877 Scheidsrechter: Leslie Mottram (SCO) |
| 26 juni EK 1996 Halve finale № 544 «onderlinge duels» 16:00 uur (UTC+1) | Strafschoppen                                                                    |              |                                                                                              | Old Trafford, Manchester Toeschouwers: 43.877 Scheidsrechter: Leslie Mottram (SCO) |
| 26 juni EK 1996 Halve finale № 544 «onderlinge duels» 16:00 uur (UTC+1) | Luboš Kubík Pavel Nedvěd Patrik Berger Karel Poborský Karel Rada Miroslav Kadlec | 6 – 5        | Zinédine Zidane Youri Djorkaeff Bixente Lizarazu Vincent Guérin Laurent Blanc Reynald Pedros | Old Trafford, Manchester Toeschouwers: 43.877 Scheidsrechter: Leslie Mottram (SCO) |

|  |  |  |  |  |  |  |  |  |

|                                                                          |                                        |       |        |                                                                                  |
| 31 augustus Vriendschappelijk № 545 «onderlinge duels» 20:45 uur (UTC+2) | Frankrijk                              | 2 – 0 | Mexico | Parc des Princes, Parijs Toeschouwers: 20.259 Scheidsrechter: Joseph Byrne (IRL) |
| 31 augustus Vriendschappelijk № 545 «onderlinge duels» 20:45 uur (UTC+2) | Nicolas Ouédec 49' Youri Djorkaeff 53' |       |        | Parc des Princes, Parijs Toeschouwers: 20.259 Scheidsrechter: Joseph Byrne (IRL) |

|                                                                        |                                                                         |       |         |                                                                                            |
| 9 oktober Vriendschappelijk № 546 «onderlinge duels» 20:45 uur (UTC+2) | Frankrijk                                                               | 4 – 0 | Turkije | Parc des Princes, Parijs Toeschouwers: 28.611 Scheidsrechter: Jorge Monteiro Coroado (POR) |
| 9 oktober Vriendschappelijk № 546 «onderlinge duels» 20:45 uur (UTC+2) | Laurent Blanc 33' Reynald Pedros 35' Martin Djetou 51' Robert Pirès 83' |       |         | Parc des Princes, Parijs Toeschouwers: 28.611 Scheidsrechter: Jorge Monteiro Coroado (POR) |

|                                                                         |                  |       |           |                                                                               |
| 9 november Vriendschappelijk № 547 «onderlinge duels» 18:00 uur (UTC+1) | Denemarken       | 1 – 0 | Frankrijk | Parken, Kopenhagen Toeschouwers: 10.645 Scheidsrechter: Roy Helge Olsen (NOR) |
| 9 november Vriendschappelijk № 547 «onderlinge duels» 18:00 uur (UTC+1) | Per Pedersen 19' |       |           | Parken, Kopenhagen Toeschouwers: 10.645 Scheidsrechter: Roy Helge Olsen (NOR) |

### 1997
|                                                                       |          |                                    |           |                                                                                          |
| 22 januari Vriendschappelijk № 548 «onderlinge duels» 20:45 uur (UTC) | Portugal | 0 – 2                              | Frankrijk | Estádio 1º de Maio, Braga Toeschouwers: 40.000 Scheidsrechter: José Nuñez Manrique (ESP) |
| 22 januari Vriendschappelijk № 548 «onderlinge duels» 20:45 uur (UTC) |          | 10' Marcel Desailly 62' Ibrahim Ba |           | Estádio 1º de Maio, Braga Toeschouwers: 40.000 Scheidsrechter: José Nuñez Manrique (ESP) |

|                                                                          |                                   |       |                    |                                                                                    |
| 26 februari Vriendschappelijk № 549 «onderlinge duels» 20:45 uur (UTC+1) | Frankrijk                         | 2 – 1 | Nederland          | Parc des Princes, Parijs Toeschouwers: 35.331 Scheidsrechter: Ryszard Wójcik (POL) |
| 26 februari Vriendschappelijk № 549 «onderlinge duels» 20:45 uur (UTC+1) | Robert Pirès 75' Patrice Loko 83' |       | 3' Dennis Bergkamp | Parc des Princes, Parijs Toeschouwers: 35.331 Scheidsrechter: Ryszard Wójcik (POL) |

|                                                                      |                            |       |        |                                                                                   |
| 2 april Vriendschappelijk № 550 «onderlinge duels» 20:50 uur (UTC+2) | Frankrijk                  | 1 – 0 | Zweden | Parc des Princes, Parijs Toeschouwers: 34.514 Scheidsrechter: Marnix Sandra (BEL) |
| 2 april Vriendschappelijk № 550 «onderlinge duels» 20:50 uur (UTC+2) | Youri Djorkaeff 44' (pen.) |       |        | Parc des Princes, Parijs Toeschouwers: 34.514 Scheidsrechter: Marnix Sandra (BEL) |

|                                                                          |                 |       |                    |                                                                                      |
| 3 juni Tournoi de France 1997 № 551 «onderlinge duels» 20:45 uur (UTC+2) | Frankrijk       | 1 – 1 | Brazilië           | Stade de Gerland, Lyon Toeschouwers: 28.193 Scheidsrechter: Kim Milton Nielsen (DEN) |
| 3 juni Tournoi de France 1997 № 551 «onderlinge duels» 20:45 uur (UTC+2) | Marc Keller 59' |       | 21' Roberto Carlos | Stade de Gerland, Lyon Toeschouwers: 28.193 Scheidsrechter: Kim Milton Nielsen (DEN) |

|                                                                          |           |                  |          |                                                                                         |
| 7 juni Tournoi de France 1997 № 552 «onderlinge duels» 19:45 uur (UTC+2) | Frankrijk | 0 – 1            | Engeland | Stade de la Mosson, Montpellier Toeschouwers: 21.331 Scheidsrechter: Said Belqola (MAR) |
| 7 juni Tournoi de France 1997 № 552 «onderlinge duels» 19:45 uur (UTC+2) |           | 86' Alan Shearer |          | Stade de la Mosson, Montpellier Toeschouwers: 21.331 Scheidsrechter: Said Belqola (MAR) |

|                                                                           |                                         |       |                                                         |                                                                                         |
| 11 juni Tournoi de France 1997 № 553 «onderlinge duels» 19:45 uur (UTC+2) | Frankrijk                               | 2 – 2 | Italië                                                  | Parc des Princes, Parijs Toeschouwers: 23.137 Scheidsrechter: Antonio López Nieto (ESP) |
| 11 juni Tournoi de France 1997 № 553 «onderlinge duels» 19:45 uur (UTC+2) | Zinédine Zidane 12' Youri Djorkaeff 73' |       | 61' Pierluigi Casiraghi 90' (pen.) Alessandro Del Piero | Parc des Princes, Parijs Toeschouwers: 23.137 Scheidsrechter: Antonio López Nieto (ESP) |

|                                                                         |                                       |       |                    |                                                                                      |
| 11 oktober Vriendschappelijk № 554 «onderlinge duels» 20:45 uur (UTC+2) | Frankrijk                             | 2 – 1 | Zuid-Afrika        | Stade Félix Bollaert, Lens Toeschouwers: 29.677 Scheidsrechter: Roger Philippi (LUX) |
| 11 oktober Vriendschappelijk № 554 «onderlinge duels» 20:45 uur (UTC+2) | Stéphane Guivarc'h 53' Ibrahim Ba 83' |       | 40' Shaun Bartlett | Stade Félix Bollaert, Lens Toeschouwers: 29.677 Scheidsrechter: Roger Philippi (LUX) |

|                                                                          |                                              |       |                  | |
| 12 november Vriendschappelijk № 555 «onderlinge duels» 20:45 uur (UTC+1) | Frankrijk                                    | 2 – 1 | Schotland        | Stade Geoffroy-Guichard, Saint-Étienne Toeschouwers: 19.514 Scheidsrechter: Antonio López Nieto (ESP) |
| 12 november Vriendschappelijk № 555 «onderlinge duels» 20:45 uur (UTC+1) | Pierre Laigle 35' Youri Djorkaeff 77' (pen.) |       | 36' Gordon Durie | Stade Geoffroy-Guichard, Saint-Étienne Toeschouwers: 19.514 Scheidsrechter: Antonio López Nieto (ESP) |

### 1998
|                                                                         |                     |       |        |                                                                                   |
| 28 januari Vriendschappelijk № 556 «onderlinge duels» 20:45 uur (UTC+1) | Frankrijk           | 1 – 0 | Spanje | Stade de France, Saint-Denis Toeschouwers: 78.836 Scheidsrechter: Urs Meier (SUI) |
| 28 januari Vriendschappelijk № 556 «onderlinge duels» 20:45 uur (UTC+1) | Zinédine Zidane 20' |       |        | Stade de France, Saint-Denis Toeschouwers: 78.836 Scheidsrechter: Urs Meier (SUI) |

|                                                                          |                                                             |       |                                                                |                                                                                    |
| 25 februari Vriendschappelijk № 557 «onderlinge duels» 20:45 uur (UTC+1) | Frankrijk                                                   | 3 – 3 | Noorwegen                                                      | Stade Vélodrome, Marseille Toeschouwers: 50.000 Scheidsrechter: Jan Wegereef (NED) |
| 25 februari Vriendschappelijk № 557 «onderlinge duels» 20:45 uur (UTC+1) | Laurent Blanc 23' Zinédine Zidane 28' Marcel Desailly 90+2' |       | 13' (pen.) Frank Strandli 68' Tore André Flo 89' Vegard Heggem | Stade Vélodrome, Marseille Toeschouwers: 50.000 Scheidsrechter: Jan Wegereef (NED) |

|                                                                       |                  |       |           |                                                                                  |
| 25 maart Vriendschappelijk № 558 «onderlinge duels» 20:00 uur (UTC+3) | Rusland          | 1 – 0 | Frankrijk | Dinamo Stadion, Moskou Toeschouwers: 7.000 Scheidsrechter: Ihor Yarmenchuk (UKR) |
| 25 maart Vriendschappelijk № 558 «onderlinge duels» 20:00 uur (UTC+3) | Sergej Joeran 2' |       |           | Dinamo Stadion, Moskou Toeschouwers: 7.000 Scheidsrechter: Ihor Yarmenchuk (UKR) |

|                                                                       |        |       |           |                                                                                   |
| 22 april Vriendschappelijk № 559 «onderlinge duels» 20:45 uur (UTC+2) | Zweden | 0 – 0 | Frankrijk | Råsunda Stadion, Stockholm Toeschouwers: 14.018 Scheidsrechter: Graham Poll (ENG) |
| 22 april Vriendschappelijk № 559 «onderlinge duels» 20:45 uur (UTC+2) |        |       |           | Råsunda Stadion, Stockholm Toeschouwers: 14.018 Scheidsrechter: Graham Poll (ENG) |

|                                                                           |                     |       |        |                                                                                         |
| 27 mei Koning Hassan II Toernooi № 560 «onderlinge duels» 18:45 uur (UTC) | Frankrijk           | 1 – 0 | België | Stade Mohammed V, Casablanca Toeschouwers: 70.000 Scheidsrechter: Mohamed Guezzaz (MAR) |
| 27 mei Koning Hassan II Toernooi № 560 «onderlinge duels» 18:45 uur (UTC) | Zinédine Zidane 64' |       |        | Stade Mohammed V, Casablanca Toeschouwers: 70.000 Scheidsrechter: Mohamed Guezzaz (MAR) |

|                                                                           |                                              |       |                                       |                                                                                      |
| 29 mei Koning Hassan II Toernooi № 561 «onderlinge duels» 23:00 uur (UTC) | Marokko                                      | 2 – 2 | Frankrijk                             | Stade Mohammed V, Casablanca Toeschouwers: 65.000 Scheidsrechter: Idrissa Seck (SEN) |
| 29 mei Koning Hassan II Toernooi № 561 «onderlinge duels» 23:00 uur (UTC) | Salaheddine Bassir 9' Salaheddine Bassir 64' |       | 24' Laurent Blanc 74' Youri Djorkaeff | Stade Mohammed V, Casablanca Toeschouwers: 65.000 Scheidsrechter: Idrissa Seck (SEN) |

|                                                                     |         |                     |           |                                                                                      |
| 5 juni Vriendschappelijk № 562 «onderlinge duels» 19:00 uur (UTC+3) | Finland | 0 – 1               | Frankrijk | Olympisch Stadion, Helsinki Toeschouwers: 21.619 Scheidsrechter: Konrad Plautz (AUT) |
| 5 juni Vriendschappelijk № 562 «onderlinge duels» 19:00 uur (UTC+3) |         | 83' David Trezeguet |           | Olympisch Stadion, Helsinki Toeschouwers: 21.619 Scheidsrechter: Konrad Plautz (AUT) |

| Wereldkampioenschap voetbal 1998 |
| -------------------------------- |

|                                                                    |                                                                 |       |             |                                                                                      |
| 12 juni WK 1998 Groep C № 563 «onderlinge duels» 21:00 uur (UTC+2) | Frankrijk                                                       | 3 – 0 | Zuid-Afrika | Stade Vélodrome, Marseille Toeschouwers: 55.077 Scheidsrechter: Márcio Rezende (BRA) |
| 12 juni WK 1998 Groep C № 563 «onderlinge duels» 21:00 uur (UTC+2) | Christophe Dugarry 35' Pierre Issa 77' (e.d.) Thierry Henry 90' |       |             | Stade Vélodrome, Marseille Toeschouwers: 55.077 Scheidsrechter: Márcio Rezende (BRA) |

|                                                                    |                                                                              |       |               |                                                                                              |
| 18 juni WK 1998 Groep C № 564 «onderlinge duels» 21:00 uur (UTC+2) | Frankrijk                                                                    | 4 – 0 | Saoedi-Arabië | Stade de France, Saint-Denis Toeschouwers: 80.000 Scheidsrechter: Arturo Brizio Carter (MEX) |
| 18 juni WK 1998 Groep C № 564 «onderlinge duels» 21:00 uur (UTC+2) | Thierry Henry 35' David Trezeguet 69' Thierry Henry 77' Bixente Lizarazu 85' |       |               | Stade de France, Saint-Denis Toeschouwers: 80.000 Scheidsrechter: Arturo Brizio Carter (MEX) |

|                                                                    |                                               |       |                            |                                                                                     |
| 24 juni WK 1998 Groep C № 565 «onderlinge duels» 16:00 uur (UTC+2) | Frankrijk                                     | 2 – 1 | Denemarken                 | Stade de Gerland, Lyon Toeschouwers: 39.100 Scheidsrechter: Pierluigi Collina (ITA) |
| 24 juni WK 1998 Groep C № 565 «onderlinge duels» 16:00 uur (UTC+2) | Youri Djorkaeff 13' (pen.) Emmanuel Petit 56' |       | 42' (pen.) Michael Laudrup | Stade de Gerland, Lyon Toeschouwers: 39.100 Scheidsrechter: Pierluigi Collina (ITA) |

|                                                                           |                    |              |          |                                                                                   |
| 28 juni WK 1998 Achtste finale № 566 «onderlinge duels» 16:30 uur (UTC+2) | Frankrijk          | 1 – 0 (n.v.) | Paraguay | Stade Félix Bollaert, Lens Toeschouwers: 41.275 Scheidsrechter: Ali Bujsaim (UAE) |
| 28 juni WK 1998 Achtste finale № 566 «onderlinge duels» 16:30 uur (UTC+2) | Laurent Blanc 113' |              |          | Stade Félix Bollaert, Lens Toeschouwers: 41.275 Scheidsrechter: Ali Bujsaim (UAE) |

|                                                                       |                                                                              |              |                                                                                         |                                                                                     |
| 3 juli WK 1998 Kwartfinale № 567 «onderlinge duels» 16:30 uur (UTC+2) | Frankrijk                                                                    | 0 – 0 (n.v.) | Italië                                                                                  | Stade de France, Saint-Denis Toeschouwers: 77.000 Scheidsrechter: Hugh Dallas (SCO) |
| 3 juli WK 1998 Kwartfinale № 567 «onderlinge duels» 16:30 uur (UTC+2) |                                                                              |              |                                                                                         | Stade de France, Saint-Denis Toeschouwers: 77.000 Scheidsrechter: Hugh Dallas (SCO) |
| 3 juli WK 1998 Kwartfinale № 567 «onderlinge duels» 16:30 uur (UTC+2) | Strafschoppen                                                                |              |                                                                                         | Stade de France, Saint-Denis Toeschouwers: 77.000 Scheidsrechter: Hugh Dallas (SCO) |
| 3 juli WK 1998 Kwartfinale № 567 «onderlinge duels» 16:30 uur (UTC+2) | Zinédine Zidane Bixente Lizarazu David Trezeguet Thierry Henry Laurent Blanc | 4 – 3        | Roberto Baggio Demetrio Albertini Alessandro Costacurta Christian Vieri Luigi Di Biagio | Stade de France, Saint-Denis Toeschouwers: 77.000 Scheidsrechter: Hugh Dallas (SCO) |

|                                                                        |                                     |       |                 |                                                                                            |
| 8 juli WK 1998 Halve finale № 568 «onderlinge duels» 21:00 uur (UTC+2) | Frankrijk                           | 2 – 1 | Kroatië         | Stade de France, Saint-Denis Toeschouwers: 76.000 Scheidsrechter: José García-Aranda (ESP) |
| 8 juli WK 1998 Halve finale № 568 «onderlinge duels» 21:00 uur (UTC+2) | Lilian Thuram 47' Lilian Thuram 69' |       | 46' Davor Šuker | Stade de France, Saint-Denis Toeschouwers: 76.000 Scheidsrechter: José García-Aranda (ESP) |

|                                                                   |                                                            |       |          |                                                                                      |
| 12 juli WK 1998 Finale № 569 «onderlinge duels» 21:00 uur (UTC+2) | Frankrijk                                                  | 3 – 0 | Brazilië | Stade de France, Saint-Denis Toeschouwers: 80.000 Scheidsrechter: Said Belqola (MAR) |
| 12 juli WK 1998 Finale № 569 «onderlinge duels» 21:00 uur (UTC+2) | Zinédine Zidane 27' Zinédine Zidane 45' Emmanuel Petit 90' |       |          | Stade de France, Saint-Denis Toeschouwers: 80.000 Scheidsrechter: Said Belqola (MAR) |

|  |  |  |  |  |  |  |  |  |

|                                                                          |                                 |       |                                           |                                                                                          |
| 19 augustus Vriendschappelijk № 570 «onderlinge duels» 20:45 uur (UTC+2) | Oostenrijk                      | 2 – 2 | Frankrijk                                 | Ernst Happelstadion, Wenen Toeschouwers: 44.000 Scheidsrechter: Mario van der Ende (NED) |
| 19 augustus Vriendschappelijk № 570 «onderlinge duels» 20:45 uur (UTC+2) | Mario Haas 42' Ivica Vastić 76' |       | 16' Lilian Laslandes 84' Alain Boghossian | Ernst Happelstadion, Wenen Toeschouwers: 44.000 Scheidsrechter: Mario van der Ende (NED) |

|                                                                           |                       |       |                        |                                                                                     |
| 5 september EK 2000 kwalificatie № 571 «onderlinge duels» 18:45 uur (UTC) | IJsland               | 1 – 1 | Frankrijk              | Laugardalsvöllur, Reykjavik Toeschouwers: 10.382 Scheidsrechter: Eric Blareau (BEL) |
| 5 september EK 2000 kwalificatie № 571 «onderlinge duels» 18:45 uur (UTC) | Ríkhardur Dadason 32' |       | 36' Christophe Dugarry | Laugardalsvöllur, Reykjavik Toeschouwers: 10.382 Scheidsrechter: Eric Blareau (BEL) |

|                                                                            |                                           |       |                                                          |                                                                                                |
| 10 oktober EK 2000 kwalificatie № 572 «onderlinge duels» 20:00 uur (UTC+4) | Rusland                                   | 2 – 3 | Frankrijk                                                | Olympisch Stadion Loezjniki, Moskou Toeschouwers: 20.989 Scheidsrechter: Piero Ceccarini (ITA) |
| 10 oktober EK 2000 kwalificatie № 572 «onderlinge duels» 20:00 uur (UTC+4) | Igor Yanovskiy 55' Aleksandr Mostovoj 81' |       | 13' Nicolas Anelka 28' Robert Pirès 81' Alain Boghossian | Olympisch Stadion Loezjniki, Moskou Toeschouwers: 20.989 Scheidsrechter: Piero Ceccarini (ITA) |

|                                                                            |                                         |       |         |                                                                                    |
| 14 oktober EK 2000 kwalificatie № 573 «onderlinge duels» 20:45 uur (UTC+2) | Frankrijk                               | 2 – 0 | Andorra | Stade de France, Saint-Denis Toeschouwers: 75.416 Scheidsrechter: Dani Koren (ISR) |
| 14 oktober EK 2000 kwalificatie № 573 «onderlinge duels» 20:45 uur (UTC+2) | Vincent Candela 53' Youri Djorkaeff 61' |       |         | Stade de France, Saint-Denis Toeschouwers: 75.416 Scheidsrechter: Dani Koren (ISR) |

### 1999
|                                                                         |                     |       |         |                                                                                   |
| 20 januari Vriendschappelijk № 574 «onderlinge duels» 20:45 uur (UTC+1) | Frankrijk           | 1 – 0 | Marokko | Stade Vélodrome, Marseille Toeschouwers: 46.756 Scheidsrechter: Alain Hamer (LUX) |
| 20 januari Vriendschappelijk № 574 «onderlinge duels» 20:45 uur (UTC+1) | Youri Djorkaeff 47' |       |         | Stade Vélodrome, Marseille Toeschouwers: 46.756 Scheidsrechter: Alain Hamer (LUX) |

|                                                                        |          |                                       |           |                                                                                 |
| 10 februari Vriendschappelijk № 575 «onderlinge duels» 20:00 uur (UTC) | Engeland | 0 – 2                                 | Frankrijk | Wembley Stadium, Londen Toeschouwers: 74.111 Scheidsrechter: Hellmut Krug (GER) |
| 10 februari Vriendschappelijk № 575 «onderlinge duels» 20:00 uur (UTC) |          | 69' Nicolas Anelka 76' Nicolas Anelka |           | Wembley Stadium, Londen Toeschouwers: 74.111 Scheidsrechter: Hellmut Krug (GER) |

|                                                                          |           |       |          |                                                                                      |
| 27 maart EK 2000 kwalificatie № 576 «onderlinge duels» 20:45 uur (UTC+1) | Frankrijk | 0 – 0 | Oekraïne | Stade de France, Saint-Denis Toeschouwers: 78.519 Scheidsrechter: Günter Benkö (AUT) |
| 27 maart EK 2000 kwalificatie № 576 «onderlinge duels» 20:45 uur (UTC+1) |           |       |          | Stade de France, Saint-Denis Toeschouwers: 78.519 Scheidsrechter: Günter Benkö (AUT) |

|                                                                          |                                           |       |         |                                                                                       |
| 31 maart EK 2000 kwalificatie № 577 «onderlinge duels» 20:45 uur (UTC+2) | Frankrijk                                 | 2 – 0 | Armenië | Stade de France, Saint-Denis Toeschouwers: 78.852 Scheidsrechter: Giorgos Bikas (GRE) |
| 31 maart EK 2000 kwalificatie № 577 «onderlinge duels» 20:45 uur (UTC+2) | Sylvain Wiltord 3' Christophe Dugarry 45' |       |         | Stade de France, Saint-Denis Toeschouwers: 78.852 Scheidsrechter: Giorgos Bikas (GRE) |

|                                                                        |                                        |       |                                                           |                                                                                     |
| 5 juni EK 2000 kwalificatie № 578 «onderlinge duels» 20:45 uur (UTC+2) | Frankrijk                              | 2 – 3 | Rusland                                                   | Stade de France, Saint-Denis Toeschouwers: 78.288 Scheidsrechter: Paul Durkin (ENG) |
| 5 juni EK 2000 kwalificatie № 578 «onderlinge duels» 20:45 uur (UTC+2) | Emmanuel Petit 48' Sylvain Wiltord 53' |       | 40' Aleksandr Panov 75' Aleksandr Panov 87' Valeri Karpin | Stade de France, Saint-Denis Toeschouwers: 78.288 Scheidsrechter: Paul Durkin (ENG) |

|                                                                        |         |                        |           |                                                                                                |
| 9 juni EK 2000 kwalificatie № 579 «onderlinge duels» 20:45 uur (UTC+2) | Andorra | 0 – 1                  | Frankrijk | Estadio Olímpico de Montjuïc, Barcelona Toeschouwers: 7.600 Scheidsrechter: Michael Ross (NIR) |
| 9 juni EK 2000 kwalificatie № 579 «onderlinge duels» 20:45 uur (UTC+2) |         | 24' Christophe Dugarry |           | Estadio Olímpico de Montjuïc, Barcelona Toeschouwers: 7.600 Scheidsrechter: Michael Ross (NIR) |

|                                                                          |               |                      |           |                                                                                |
| 18 augustus Vriendschappelijk № 580 «onderlinge duels» 19:45 uur (UTC+1) | Noord-Ierland | 0 – 1                | Frankrijk | Windsor Park, Belfast Toeschouwers: 11.804 Scheidsrechter: William Young (SCO) |
| 18 augustus Vriendschappelijk № 580 «onderlinge duels» 19:45 uur (UTC+1) |               | 67' Lilian Laslandes |           | Windsor Park, Belfast Toeschouwers: 11.804 Scheidsrechter: William Young (SCO) |

|                                                                             |          |       |           |                                                                              |
| 4 september EK 2000 kwalificatie № 581 «onderlinge duels» 19:00 uur (UTC+3) | Oekraïne | 0 – 0 | Frankrijk | NSK Olimpiejsky, Kiev Toeschouwers: 70.000 Scheidsrechter: Hugh Dallas (SCO) |
| 4 september EK 2000 kwalificatie № 581 «onderlinge duels» 19:00 uur (UTC+3) |          |       |           | NSK Olimpiejsky, Kiev Toeschouwers: 70.000 Scheidsrechter: Hugh Dallas (SCO) |

|                                                                             |                                                   |       |                                                                     |                                                                                   |
| 8 september EK 2000 kwalificatie № 582 «onderlinge duels» 21:00 uur (UTC+5) | Armenië                                           | 2 – 3 | Frankrijk                                                           | Hrazdan Stadion, Jerevan Toeschouwers: 14.500 Scheidsrechter: Atanas Uzunov (BUL) |
| 8 september EK 2000 kwalificatie № 582 «onderlinge duels» 21:00 uur (UTC+5) | Karapet Mikaelyan 6' Armen Shahgeldyan 90' (pen.) |       | 45' (pen.) Youri Djorkaeff 56' Zinédine Zidane 75' Lilian Laslandes | Hrazdan Stadion, Jerevan Toeschouwers: 14.500 Scheidsrechter: Atanas Uzunov (BUL) |

|                                                                           |                                                                      |       |                                                |                                                                                         |
| 9 oktober EK 2000 kwalificatie № 583 «onderlinge duels» 20:45 uur (UTC+2) | Frankrijk                                                            | 3 – 2 | IJsland                                        | Stade de France, Saint-Denis Toeschouwers: 78.381 Scheidsrechter: Bernd Heynemann (GER) |
| 9 oktober EK 2000 kwalificatie № 583 «onderlinge duels» 20:45 uur (UTC+2) | Ríkhardur Dadason 17' (e.d.) Youri Djorkaeff 38' David Trezeguet 71' |       | 48' Eyjólfur Sverrisson 56' Brynjar Gunnarsson | Stade de France, Saint-Denis Toeschouwers: 78.381 Scheidsrechter: Bernd Heynemann (GER) |

|                                                                          |                                                         |       |         |                                                                                      |
| 13 november Vriendschappelijk № 584 «onderlinge duels» 20:45 uur (UTC+1) | Frankrijk                                               | 3 – 0 | Kroatië | Stade de France, Saint-Denis Toeschouwers: 74.167 Scheidsrechter: Ľuboš Micheľ (SVK) |
| 13 november Vriendschappelijk № 584 «onderlinge duels» 20:45 uur (UTC+1) | Robert Pirès 46' Florian Maurice 67' Tony Vairelles 74' |       |         | Stade de France, Saint-Denis Toeschouwers: 74.167 Scheidsrechter: Ľuboš Micheľ (SVK) |

FFF · A-internationals · Selecties · Bondscoaches · Frans vrouwenelftal · Olympisch elftal · Frankrijk U21 · Frankrijk U20 · Frankrijk U19 · Frankrijk U18 · Frankrijk U17 · Frankrijk U16 · Vrouwen U17
1904 – 1919 ·
1920 – 1929 ·
1930 – 1939 ·
1940 – 1949 ·
1950 – 1959 ·
1960 – 1969 ·
1970 – 1979 ·
1980 – 1989 ·
1990 – 1999 ·
2000 – 2009 ·
2010 – 2019 ·
2020 – 2029
EK's: 1984 · 
1992 · 
1996 · 
2000 · 
2004 · 
2008 · 
2012 · 
2016 · 
2020 · 
2024
WK's: 1930 · 
1934 · 
1938 · 
1954 · 
1958 · 
1966 · 
1978 · 
1982 · 
1986 · 
1998 · 
2002 · 
2006 · 
2010 · 
2014 · 
2018 · 
2022
OS: 1900 · 
1908 · 
1920 · 
1924 · 
1948 · 
1952 · 
1960 · 
1968 · 
1976 · 
1984 · 
1996 · 
2020
1904 · 
1905 · 
1906 · 
1907 · 
1908 · 
1909 · 
1910 · 
1911 · 
1912 · 
1913 · 
1914 · 
1915 · 1916 · 1917 · 1918 · 
1919 · 
1920 · 
1921 · 
1922 · 
1923 · 
1924 · 
1925 · 
1926 · 
1927 · 
1928 · 
1929 · 
1930 · 
1931 · 
1932 · 
1933 · 
1934 · 
1935 · 
1936 · 
1937 · 
1938 · 
1939 · 
1940 · 1941  · 
1942 · 
1943 · 1944  · 
1945 · 
1946 · 
1947 · 
1948 · 
1949 · 
1950 · 
1951 · 
1952 · 
1953 · 
1954 · 
1955 · 
1956 · 
1957 · 
1958 · 
1959 ·
1960 · 
1961 · 
1962 · 
1963 · 
1964 · 
1965 · 
1966 · 
1967 · 
1968 · 
1969 ·
1970 · 
1971 · 
1972 · 
1973 · 
1974 · 
1975 · 
1976 · 
1977 · 
1978 · 
1979 ·
1980 · 
1981 · 
1982 · 
1983 · 
1984 · 
1985 · 
1986 · 
1987 · 
1988 · 
1989 · 
1990 · 
1991 · 
1992 · 
1993 · 
1994 · 
1995 · 
1996 · 
1997 · 
1998 · 
1999 · 
2000 · 
2001 · 
2002 · 
2003 · 
2004 · 
2005 · 
2006 · 
2007 · 
2008 · 
2009 · 
2010 · 
2011 · 
2012 · 
2013 · 
2014 · 
2015 · 
2016 · 
2017 · 
2018 ·
2019 ·
2020 ·
2021 ·
2022 ·
2023
Albanië ·
Algerije ·
Andorra ·
Argentinië ·
Armenië ·
Australië ·
Azerbeidzjan ·
België ·
Bolivia ·
Bosnië en Herzegovina ·
Brazilië ·
Bulgarije ·
Canada ·
Chili ·
China ·
Colombia ·
Costa Rica ·
Cyprus ·
Denemarken ·
Duitse Democratische Republiek ·
Duitsland ·
Ecuador ·
Egypte ·
Engeland ·
Estland ·
Faeröer ·
Finland ·
Georgië ·
Gibraltar ·
Griekenland ·
Honduras ·
Hongarije ·
Ierland ·
IJsland ·
Iran ·
Israël ·
Italië ·
Ivoorkust ·
Jamaica ·
Japan ·
Joegoslavië ·
Kameroen ·
Kazachstan ·
Koeweit ·
Kroatië ·
Letland ·
Litouwen ·
Luxemburg ·
Malta ·
Marokko ·
Mexico ·
Moldavië ·
Nederland ·
Nieuw-Zeeland ·
Nigeria ·
Noord-Ierland ·
Noorwegen ·
Oekraïne ·
Oostenrijk ·
Paraguay ·
Peru · 
Polen ·
Portugal ·
Roemenië ·
Rusland ·
Saoedi-Arabië ·
Schotland ·
Senegal ·
Servië ·
Slovenië ·
Slowakije ·
Sovjet-Unie ·
Spanje ·
Togo ·
Tsjechië ·
Tsjecho-Slowakije ·
Tunesië ·
Turkije ·
Uruguay ·
Verenigde Staten ·
Wales ·
Wit-Rusland ·
Zuid-Afrika ·
Zuid-Korea ·
Zweden ·
Zwitserland
Albanië (2016) ·
Argentinië (2018) ·
Argentinië (2022) ·
Australië (2018) · 
België (1904) · 
België (2018) · 
Brazilië (1998) · 
Brazilië (2006) · 
Denemarken (2002) · 
Denemarken (2018) ·
Duitsland (2014) · 
Duitsland (2021) · 
Ecuador (2014) · 
Engeland (1982) · 
Engeland (2012) · 
Engeland (2022) ·
Honduras (2014) · 
Hongarije (2021) · 
Italië (2000) · 
Italië (2006) · 
Italië (2008) · 
Japan (2001) · 
Kameroen (2003) · 
Koeweit (1982) · 
Kroatië (2018) · 
Marokko (2022) ·
Mexico (2010) · 
Nederland (2008) · 
Nigeria (2014) ·
Noord-Ierland (1982) · 
Oekraïne (2012) · 
Oostenrijk (1982) · 
Peru (2018) · 
Polen (1982) · 
Polen (2022) ·
Portugal (2006) · 
Portugal (2016) ·
Portugal (2021) ·
Roemenië (2008) ·
Roemenië (2016) ·
Senegal (2002) · 
Spanje (1984) ·
Spanje (2006) ·
Spanje (2012) ·
Spanje (2021) ·
Togo (2006) ·
Tsjecho-Slowakije (1982) ·
Uruguay (2002) ·
Uruguay (2010) ·
Uruguay (2018) ·
Zuid-Afrika (2010) ·
Zuid-Korea (2006) ·
Zweden (2012) ·
Zwitserland (2006) ·
Zwitserland (2014) ·
Zwitserland (2016) ·
Zwitserland (2021)
CONMEBOL: Bolivia · Chili  · Colombia · Ecuador · Uruguay · Venezuela

UEFA: Albanië · Andorra · Armenië · Azerbeidzjan · België · Bosnië en Herzegovina · Bulgarije · Cyprus · Denemarken · (West-)Duitsland · Duitse Democratische Republiek · Engeland · Estland · Faeröer · Finland · Frankrijk · Georgië · Griekenland · Hongarije · IJsland · Ierland · Israël · Italië · Joegoslavië · Kroatië · Letland · Liechtenstein · Litouwen · Luxemburg · Malta · Moldavië · Nederland · Noord-Ierland · Noord-Macedonië · Noorwegen · Oekraïne · Oostenrijk · Polen · Portugal · Roemenië · Rusland · San Marino · Schotland · Slovenië · Slowakije · Sovjet-Unie/GOS ·  Spanje · Tsjechië · Tsjecho-Slowakije · Turkije · Wales · Wit-Rusland · Zweden · Zwitserland

AFC: Kazachstan

CAF: Madagaskar

CONCACAF: Belize · Canada